# Lista över Djiboutis premiärministrar
Detta är en lista över Djiboutis regeringschefer.

## Franska Somaliland
| Namn                   | Ämbetsperiod               | Kommentar                       |
| ---------------------- | -------------------------- | ------------------------------- |
| Mahamoud Harbi Farah   | 1957 – december 1958       | Vice-president i regeringsrådet |
| Hassan Gouled Aptidon  | december 1958 – april 1959 | Vice-president i regeringsrådet |
| Ahmed Dini Ahmed       | april 1959 – juni 1960     | Vice-president i regeringsrådet |
| Ali Aref Bourhan       | juni 1960 – 1966           | Vice-president i regeringsrådet |
| Abdallah Mohamed Kamil | 1966 – 1967                | Vice-president i regeringsrådet |

## Franska Territoriet Afar och Issas
| Namn                   | Ämbetsperiod               | Titel                      |
| ---------------------- | -------------------------- | -------------------------- |
| Ali Aref Bourhan       | 7 juli 1967 – 29 juli 1976 | President i regeringsrådet |
| Abdallah Mohamed Kamil | 29 juli 1976 – 18 maj 1977 | President i regeringsrådet |

## Republiken Djibouti
| Namn                      | Ämbetsperiod                   | Titel           |
| ------------------------- | ------------------------------ | --------------- |
| Hassan Gouled Aptidon     | 18 maj 1977 – 12 juli 1977     | Premiärminister |
| Ahmed Dini Ahmed          | 12 juli 1977 – 5 februari 1978 | Premiärminister |
| Abdallah Mohamed Kamil    | 5 februari – 2 oktober 1978    | Premiärminister |
| Barkat Gourad Hamadou     | 2 oktober 1978 – 7 mars 2001   | Premiärminister |
| Dileita Mohamed Dileita   | 7 mars 2001 – 1 april 2013     | Premiärminister |
| Abdoulkader Kamil Mohamed | 1 april 2013 –                 | Premiärminister |